# Samowyładowanie w superkondensatorach
Zjawisko samowyładowania w superkondensatorach – termodynamicznie uprzywilejowane zjawisko, za które odpowiada upływ ładunku elektrycznego z systemu magazynowania energii, jakim jest superkodensator, gdy system ten pozostawiony jest w warunkach obwodu otwartego.
Superkondensatory (SC) przechowują energię elektryczną w postaci ładunku elektrycznego wskutek oddziaływań elektrostatycznych między spolaryzowaną porowatą powierzchnią elektrody (najczęściej węglowej) a przeciwnie naładowanymi jonami (pochodzącymi z elektrolitu) na granicy faz elektroda-elektrolit, w podwójnej warstwie elektrycznej. Proces ten jednak nie jest spontaniczny ze względu dodatnią zmianę entalpię Gibbsa układu (gdy ΔG>0, oznacza to wymuszony proces/reakcję) i niską entropię S systemu do magazynowania energii, dlatego też układ, chcąc obniżyć swoją energię przeciwdziała tym zmianom i jest główną przyczyną obserwowaną wśród wszystkich SC.
Oprócz aspektów termodynamicznych, przyczyn zjawiska samowyładowania w superkondensatorze upatrywać należy również pewnym pasożytniczym procesom zachodzącym w układzie, np.:
1. Konsumpcja zgromadzonego ładunku poprzez reakcje indywiduów chemicznych zawartych w elektrolicie podczas „przeładowania” kondensatora.
2. Reakcje elektrochemiczne na elektrodzie dodatniej lub ujemnej z rozpuszczonymi zanieczyszczeniami pochodzącymi z elektrolitu lub elektrody – konsumpcja ładunku na przeprowadzenie reakcji faradajowskich zanieczyszczeń.
3. Reakcje uboczne grup funkcyjnych materiału węglowego z innymi składnikami elektrolitu.
4. Upływ ładunku spowodowany spadkami omowymi tworzącymi się wskutek połączeń elektronicznych wewnątrz lub na zewnątrz urządzenia (np. pomiędzy elektrodami).
5. W superkondensatorach typu EDLC (z ang. Electric Double Layer Capacitor – Kondensator Podwójnej Warstwy Elektrycznej) upływ spowodowany jest nierównomierną redystrybucją ładunku zgromadzonego podczas ładowania na elektrodach kondensatora.

## Mechanizmy samowyładowania
Zjawisko samowyładowania można opisać matematycznie, uwzględniając wkłady pochodzące od (1) wycieku omowego, (2) pasożytniczych reakcji faradajowskich, czy (3) nierównomiernej redystrybucji ładunku.

### Spadek omowy
Prąd upływu (iL) spowodowany tzw. wyciekiem omowym w superkondensatorze podwójnej warstwy elektrycznej o pojemności (C) i omowej rezystancji (R) jest wyrażony jako:
{\displaystyle i_{L}=\left({\frac {V}{R}}\right)=-\left({\frac {CdV}{dt}}\right)}
zaś zmianę napięcia w czasie można wyrazić za pomocą następującego wyrażenia:
{\displaystyle V=V_{0}e^{\left(-{\frac {t}{RC}}\right)}}
gdzie V0 to napięcie początkowe superkondensatora, C to pojemność, R to rezystancja upływu ładunku z systemu, a V to zmiana napięcia w czasie. Warto zauważyć, że samowyładowanie tego typu wykazuje charakter funkcji liniowej, gdy wyrażenie to przedstawi się jako logarytm naturalny z napięcia w funkcji czasu.

### Kontrola aktywacyjna i dyfuzyjna
Pasożytnicze reakcje faradajowskie mogą być kontrolowane poprzez mechanizmy aktywacyjny lub dyfuzyjny. Reakcje kontrolowane mechanizmem aktywacyjnym są głównie związane z reakcjami zanieczyszczeń pochodzącymi z elektrody lub elektrolitu występującymi w stosunkowo wysokim stężeniu w układzie, ale także przeładowaniem superkondensatora, które może powodować reakcje redoks obecnych zanieczyszczeń. Zmiany napięcia kondensatora w funkcji czasu spowodowany reakcjami faradajowskimi kontrolowanymi mechanizmem aktywacyjnym można wyrazić w następujący sposób:
{\displaystyle V=V_{0}-\left({\frac {R_{g}T}{\alpha F}}\right)ln\left({\frac {\alpha Fi_{0}}{R_{g}TC}}\right)-\left({\frac {R_{g}T}{\alpha F}}\right)ln(t+\left({\frac {CK}{i_{0}}}\right))}
gdzie Rg to stała gazowa, T to temperatura, α to współczynnik przeniesienia ładunku, F to stała Faraday'a, i0 to gęstość prądu wymiany, C to pojemność kondensatora, a K to stała całkowania.
W tym przypadku spadek napięcia opisany jest zależnością logarytmiczną, a wykres napięcia samowyładowania w funkcji logarytmu naturalnego z czasu powinien wykazywać liniowy spadek po początkowym plateau.
Reakcje kontrolowane dyfuzyjnie obejmują również reakcje faradajowskie zanieczyszczeń, ale w niskich stężeniach, zaś spadek napięcia jest wówczas wyrażony:
{\displaystyle V=V_{0}-2C^{-1}zFAD^{\left({\frac {1}{2}}\right)}\pi ^{\left(-{\frac {1}{2}}\right)}c_{0}t^{\left({\frac {1}{2}}\right)}}
gdzie z jest liczbą ładunkową jonów zanieczyszczeń, A jest polem powierzchni elektrody, D jest współczynnikiem dyfuzji, a c0 jest początkowym stężeniem zanieczyszczeń. Wykres napięcia samowyładowania w funkcji pierwiastka kwadratowego z czasu powinien zatem wykazywać liniowy spadek. Profil spadku napięcia spowodowany redystrybucją ładunku jest bardzo podobny do spadku napięcia spowodowanego kontrolowanymi przez aktywację reakcjami faradajowskimi.

### Redystrybucja ładunku
Redystrybucja ładunku jest przypisana do początkowego potencjału ładowania superkondensatora i dlatego można ją odróżnić od mechanizmu faradajowskich reakcji pasożytniczych kontrolowanych aktywacyjnie, który nie jest zależny od początkowego potencjału ładowania, a jedynie od stężenia zanieczyszczeń. Strategią eliminacji lub ograniczenia efektu redystrybucji ładunku w elektrodowych materiałach węglowych jest ładowanie superkondensatora niską prędkością polaryzacji (w technice galwanostatycznej niską gęstością prądu) lub podtrzymanie potencjału ładowania po osiągnięciu docelowego napięcia superkondensatora. Samowyładowanie spowodowane nierównomierną redystrybucją ładunku elektrycznego w porowatej elektrodzie węglowej i redystrybucją ładunku pochodzącego z jonów elektrolitu jest uważane za główną przyczynę spadku napięcia w superkondensatorzde. Podczas tego procesu część początkowej elektrostatycznej energii potencjalnej jest rozpraszana w postaci ciepła Joule'a. W konsekwencji, spadek napięcia ma negatywny wpływ na wydajność superkondensatora w cyklu ładowania-rozładowania, niezależnie od jego zastosowania.